# 加拿大国际车展

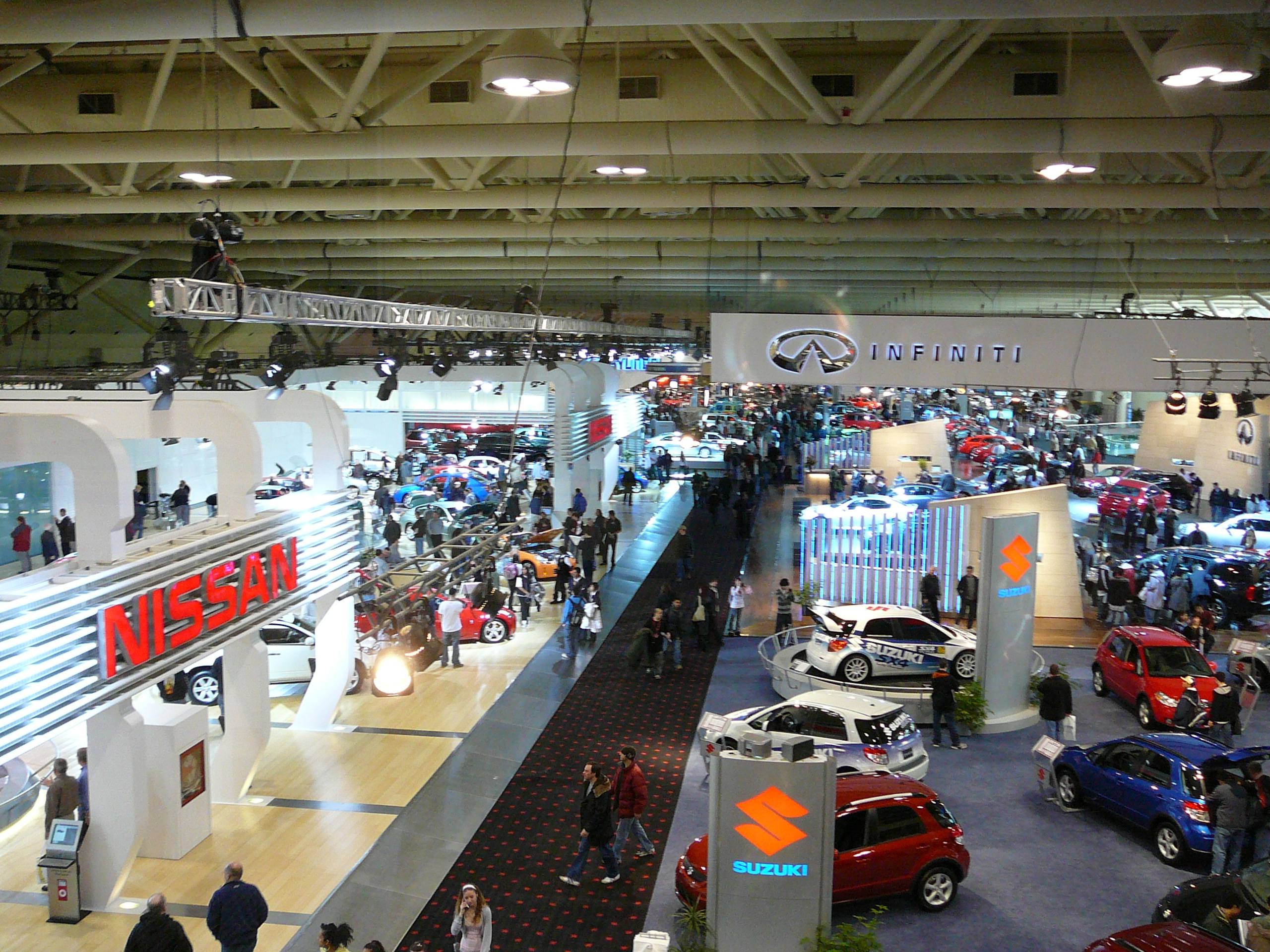
2007年加拿大国际车展。

加拿大国际车展（英語：Canadian International AutoShow）是在加拿大安大略省多伦多举行的汽车展览，它是加拿大规模最大的车展，是北美五大国际车展之一，首次举办是在1974年，会场是多伦多会议中心，该车展形成了一个旅游景点，每年游客平均数量是300,000人，它在每年的2月举行。
加拿大国际车展的合作伙伴Trader Corporation已经展出过1000辆车，包括小车、卡车、跑车、摩托车和能源替代汽车。

## 届次
- 第39届，2012年2月16日，参加汽车商125家，展出车辆1000辆。[2][3]

| 作品               | 奖项                 | 是否得奖 | 国家 | 汽车制造商   | 备注  |
| ------------------ | -------------------- | -------- | ---- | ------------ | ----- |
| 伊兰特             | 年度最佳汽车奖       | 獲獎     |      | 现代汽车公司 | [ 2 ] |
| 飞思               | 年度最佳新车设计奖   | 獲獎     |      | 现代汽车公司 | [ 2 ] |
| 大众途锐清洁柴油版 | 年度最佳多用途车型奖 | 獲獎     | 德国 | 大众汽车公司 | [ 2 ] |
| 语音推送技术       | 年度最佳新技术奖     | 獲獎     | 美国 | 通用汽车公司 | [ 2 ] |